# Îles Blasket
Les îles Blasket (de l'irlandais Na Blascaoidí dont l'étymologie incertaine pourrait venir du mot norrois brasker, un endroit dangereux), en français îles Blasques, sont un archipel au large de la péninsule de Dingle sur la côte ouest de l'Irlande, dans le comté de Kerry.

## Description
Les six îles de l'archipel sont :
- An Blascaod Mór (Great Blasket Island, Grande Île Blasket) ;
- Beiginis ;
- Inis na Bró ;
- Inis Mhic Aoibhleáin ;
- Inis Tuaisceart ;
- An Tiaracht.

## Anthropologie
Les îles furent habitées par une population de langue gaélique jusqu'au 17 novembre 1953, date à laquelle le gouvernement irlandais ordonna leur évacuation, principalement pour protéger ses 22 derniers habitants dont on jugeait la vie trop pénible et trop exposée aux problèmes de santé. L'été, des bergers y suivent un troupeau d'un millier de moutons environ, dont une partie voyage d'une île à l'autre sur de petits bateaux.
Les habitants de l'archipel furent l'objet, au XIXe siècle et au début du XXe siècle, de nombreuses études anthropologiques et linguistiques.
Deux livres très importants, écrits par des personnes ayant grandi et vécu sur ces îles, y racontent la vie de ses habitants au milieu du XXe siècle : 
- L'Homme des îles (An t'Oileánach) de Tomás Ó Criomhthain - Petite Bibliothèque Payot ;
- Vingt ans de jeunesse (Fiche Blian ag Fás) de Muiris Ó Súileabháin (en) - Éditions Terre de Brume (1997) (épuisé)

Ces deux livres ont été traduits en anglais.

## Personnalités liées
- Eibhlín Nic Niocaill (1884-1909), y est morte.

## Événements historiques
L'archipel des îles Blasket est le lieu d'un événement de la rébellion irlandaise du printemps 1916, celle des 20000 fusils et du million de munitions envoyés par les Allemands aux combattants irlandais dans un navire maquillé en chalutier norvégien, l'Aud, à Innishtooskert. L'événement a inspiré le film de David Lean sorti en 1970 au cinéma, La Fille de Ryan. Le chalutier est suivi par un sous-marin allemand qui dépose, dans un canot Zodiac, le célèbre diplomate anticolonialiste Sir Roger Casement, avec deux autres hommes dirigeant l'opération. Le canot Zodiac se retourne dans les vagues de Banna Strand, près de Tralee et Roger Casement est ensuite arrêté et pendu par les Anglais peu après. Un demi-siècle plus tard Dublin en fait un héros planétaire, récupère sa dépouille, pour des obsèques nationales.